# Taione di Saragozza
Taione di Saragozza, nome italianizzato di Taio Caesaraugustanus (600 circa – 683 circa), è stato un vescovo, scrittore, teologo ed esegeta della Spagna visigota.

## Biografia
Le notizie riguardanti la vita di Taione di Saragozza non sono molte: le uniche informazioni che si possiedono si deducono dagli scambi epistolari intercorsi tra il vescovo e Braulione di Saragozza, Eugenio di Toledo e Quirico di Barcellona. La data di nascita sarebbe da collocare attorno all’anno 600 poiché in una lettera datata 632 Braulione di Saragozza si rivolge a Taione appellandolo come presbiter (prete) e la legislazione visigota fissava a trent’anni il limite minimo per l’ordinamento sacerdotale. Uomo dalla grande cultura classica ed ecclesiastica, si era formato religiosamente e intellettualmente nel monastero di Santa Engracia di Saragozza, dove studiò con Fronimiano, fratello di Braulione e abate del monastero La Rioja di San Emilián, e con Eugenio, futuro vescovo di Toledo. Tra il 646 e il 650 Taione si recò a Roma, dove ebbe la possibilità di consultare e trascrivere i testi di Gregorio Magno, costituendo un florilegio che in seguito portò in patria. Le motivazioni di questo viaggio non sono chiare e ad oggi gli studiosi non hanno ancora trovato una soluzione univoca. Secondo Jorge M. Ayala il VII concilio di Toledo avrebbe segnalato al re visigoto Chindasvindo la mancanza di codici riportanti i Moralia in Iob nel territorio spagnolo, chiedendo che qualcuno fosse inviato a Roma per trarne una copia e portarla in patria, e il monarca avrebbe individuato in Taione la persona preposta. Madoz invece sostiene che alla base della partenza di Taione ci sarebbe solo la voglia del futuro vescovo di soddisfare la propria passione di bibliofilo, recuperando le “altre opere” di Gregorio Magno delle quali ha avuto conoscenza mediante una lettera che Gregorio Magno aveva inviato a Isidoro di Siviglia (benché ad oggi sia accertato che con “altri libri” Gregorio Magno indicava la Regula Pastoralis, di cui Taione era già a conoscenza). Infine, secondo Luis A. García Moreno, lo scrittore sarebbe già stato a Roma inviato dal re Chindasvindo come ambasciatore e avrebbe approfittato del viaggio per ricopiare le opere di Gregorio Magno. Nel 649-50 Taione venne ordinato abate di una chiesa che tutt’ora rimane sconosciuta e nel 651, alla morte di Braulione, divenne vescovo di Saragozza.  Assistette all’VIII e IX concilio di Toledo, che si tennero rispettivamente nel 653 e nel 655. La data di morte sarebbe da fissare intorno al 683 poiché al XIII concilio di Toledo la diocesi di Saragozza viene rappresentata da Varedo, successore di Taione; anche se c’è da sottolineare che nel X, XI e XII concilio di Toledo la chiesa di Saragozza non è stata rappresentata e per questo motivo la data di morte potrebbe essere anticipata.
In una lettera indirizzata a Quirico di Barcellona, a cui dedica le Sententiae, Taione si firma con il cognome Samuel, indice di una discendenza ebraica, ma sulla questione gli studiosi sono discordi: Arévalo indica in Samuel un nomignolo frutto di una congettura causata dal fatto che qualche possessore del codice si chiamava in questo modo, mentre altri studiosi indicano la firma come non attendibile in quanto riportata solo da un manoscritto.

## Opere
Le opere di Taione di Saragozza giunte fino ai giorni nostri sono gli Excerpta sancti Gregorii e i Sententiarum libri quinque. Entrambi gli scritti riflettono il metodo di lavoro usato durante il VII secolo nel regno visigoto: si concentrano sulla Bibbia e raccolgono selettivamente gli scrittori precedenti al fine di riassumerli ed abbreviarli. Taione, a differenza dei suoi contemporanei, non si limita solo a copiare, ma trasforma i testi a seconda dei suoi piani editoriali combinando anche più autori, e per questo motivo può essere definito un compilatore che offre una buona guida a livello di dottrina, di morale e di letteratura biblica.
Gli Excerpta sancti Gregorii sono un florilegio di estratti di Gregorio Magno tratti dalle sue opere e riorganizzati come commento progressivo alla Bibbia; composti durante il viaggio a Roma, originariamente erano costituiti da sei codici: quattro dedicati all’Antico Testamento e due al nuovo; attualmente sono traditi da undici manoscritti che riportano solo una piccola parte dell’intero progetto iniziale. L’opera al momento della sua creazione era composta da un’introduzione, una lettera di Taione indirizzata a Eugenio di Toledo dove l’esegeta spiegava il lavoro compilatorio traendo spunto dal proemio del Liber Testimoniorum di Paterio, e un corpus di excerpta che nel corso del tempo si sono divisi e sono giunti a noi secondo due linee di trasmissione indipendenti tra loro: la prima ci è tradita come introduzione a un gruppo di manoscritti spagnoli riportanti i Moralia in Iob datati entro il secondo decennio del X secolo, mentre il corpus è stato tramandato anonimo in diversi manoscritti. La paternità di Taione è stata confermata solo in epoca recente dopo anni di studi: nel 2011 Lucia Castaldi e Fabrizio Martello hanno confrontato il florilegio anonimo con i Sententiarum libri quinque di Taione e hanno notato delle somiglianze stringenti, dimostrando definitivamente la paternità degli Excerpta. 
I Sententiarum libri quinque sono l’opera più importante di Taione, composta, come testimoniato dalla lettera a Quirico, durante il vescovado di Saragozza, negli anni della ribellione del nobile Froja (653); è giunta a noi integra e tradita da sedici manoscritti; suddivisa in cinque libri, che trattano diversi temi e problematiche di origine cristiana, è strettamente affine alla produzione letteraria della Chiesa spagnola di quel periodo attivamente impegnata nella conversione della popolazione visigota. L’opera si apre con una lettera prefatoria e una composizione poetica che conta una dozzina di esametri, alle quali fanno seguito i cinque libri che spaziano tra diversi temi cristiani. L’intento dell’opera è quello di dare un ordine logico - tematico alle sententiae gregoriane, con l’obiettivo di divulgare la dottrina del pontefice e le sue opere. Le fonti principali, come dichiarato dall’autore stesso, sono le opere di Gregorio Magno integrate dai lavori di Agostino e Isidoro di Siviglia nei capitoli rispetto ai quali il pontefice non avrebbe offerto uno sviluppo sufficientemente articolato, mentre il modello letterario è costituito dalle Sententiae, sempre di Isidoro. 
Non esiste un’edizione critica completa dell’opera. Risco ha pubblicato il testo sulla base del codice di Madrid, Biblioteca de la Real Academia de la Historia, Aemil. 44, mentre E. Anspach e Z. Garcia Villada hanno pubblicato le sezioni che mancano in quel codice.

## Visio Taionis
La Visio Taionis è un racconto leggendario che narra il miracoloso ritrovamento dei Moralia in Iob di Gregorio Magno da parte di Taione di Saragozza e ha goduto di grande fortuna non solo in Spagna, e che è andato soggetto a varie rielaborazioni nel corso del tempo.
Il racconto, che vede la sua prima apparizione nell'VIII secolo in una cronaca mozarabica anonima, ci è pervenuto in molteplici redazioni che hanno apportato notevoli cambiamenti, pur mantenendo un canovaccio comune: durante il concilio di Toledo, Taione riceve l’incarico di recarsi a Roma, per trascrivere i Moralia in Iob di Gregorio Magno, non reperibili in Spagna. Giunto sul posto e informato il pontefice dello scopo della sua missione, vede la sua richiesta rimandata ogni giorno fino a che non viene invitato ad allontanarsi, ottiene però di poter restare una notte a pregare nella basilica di San Pietro e in tale circostanza viene premiato con un miracolo: una turba di personaggi in veste bianca gli compare davanti circonfusa di luce. Dalla schiera si staccano due figure una delle quali rassicura Taione, gli indica dove si trovano i libri che cerca e spiega che la schiera che vede è composta da Pietro e Paolo accompagnati da tutti i pontefici romani seppelliti e rivela di essere Gregorio Magno in persona. L’esegeta chiede se c’è anche Agostino, ma il pontefice risponde che è posto in un luogo più alto, detto questo sparisce e lascia a Taione i suoi libri e una gloria straordinaria. In seguito alla cronaca mozarabica la leggenda inizia a circolare come unità narrativa autonoma con il titolo di Visio Taionis e viene posta come introduzione in una famiglia di manoscritti spagnoli riportanti i Moralia in Iob di Gregorio Magno. Fin dalle prime edizioni a stampa dei Moralia viene riprodotta in testa all’opera un’altra versione della leggenda di Taione generalmente denominata De inventione librorum Moralium sancti Gregorii che dovrebbe essere anteriore alla fine del XII secolo. Il suo canale di trasmissione è analogo alla Visio Taionis, ma il testo recepisce nuovi spunti narrativi e questo lascia intendere il fatto che la nuova recensione sia pensata per un pubblico lontano sia geograficamente che cronologicamente. Una quarta versione è quella che compare nel De rebus Hispaniae di Rodrigo Jiménez de Rada, arcivescovo di Toledo, e a breve distanza da essa vengono elaborate due ulteriori recensioni che dipendono dal De inventione: la prima è realizzata da Vincenzo di Beauvais e compare nel suo Speculum Historiale e la seconda, che rappresenta una riduzione, è inserita nell’ultima redazione della Legenda Aurea di Iacopo da Varazze.
La fonte principale di questa leggenda è la lettera di Taione di Saragozza indirizzata al vescovo Eugenio di Toledo in cui il vescovo racconta il viaggio a Roma, dove ha “visto”, metaforicamente Gregorio Magno e il suo ambiente; questa affermazione è stata in seguito presa alla lettera e trasfigurata in leggenda con l’intento di celebrare il valore culturale della Chiesa visigota che, a differenza della Chiesa Romana, ha ridato nuova vita alle opere di Gregorio Magno, divenendo responsabile di un passaggio culturale fondamentale che ha permesso di trarre in salvo l’eredità spirituale del pontefice.

## Altri scritti
Lettere
- Taio Caesaraugustanus episcopus, Epistolae, P.L. LXXX, cc. 723 - 728A.

Sententiarum libri quinque
- Taio Caesaraugustanus episcopus, Sententiarum libri quinque, P.L. LXXX, cc. 727 - 990A.
- Taio Caesaraugustanus episcopus, Sententiarum libri quinque, ed. Risco in Espana Sagrada, tomo XXXI, Madrid 1776, pp. 171-544.
- Taio Caesaraugustanus episcopus, Sententiarum libri quinque, ed. E. Anspach, in Taionis et Isidori nova fragmenta et opera, Madrid, 1930, pp. 6-22.
- Taio Caesaraugustanus episcopus, Sententiarum libri quinque, ed. Z. García, in «Revista de Archivos, Bibliotecas y Museos», pp. 23-31.